# Comté de Maury
Le comté de Maury est un comté de l'État du Tennessee, aux États-Unis.